# Adelastinae
Adelastinae vormen een onderfamilie van kikkers uit de familie smalbekkikkers (Microhylidae). De groep werd voor het eerst wetenschappelijk beschreven door Pedro Luiz Vieira Peloso, Darrel Richmond Frost, Stephen J. Richards, Miguel Trefaut Rodrigues, Stephen Charles Donnellan, Masafumi Matsui, Christopher John Raxworthy, Sathyabhama Das Biju, Emily Moriarty Lemmon, Alan R. Lemmon en Ward C. Wheeler in 2015. De monotypische onderfamilie wordt vertegenwoordigd door slechts een enkele soort; Adelastes hylonomos.
De soort komt voor in delen van Zuid-Amerika en leeft endemisch in Venezuela.

## Taxonomie
Onderfamilie Adelastinae
- Geslacht Adelastes Zweifel, 1986
- Soort Adelastes hylonomos Zweifel, 1986

Adelastinae · 
Asterophryinae · 
Chaperininae · 
Cophylinae · 
Dyscophinae · 
Gastrophryninae · 
Hoplophryninae · 
Kalophryninae · 
Melanobatrachinae · 
Microhylinae · 
Otophryninae · 
Phrynomerinae · 
Scaphiophryninae